# Merry
Merry var en svensk läsk som ursprungligen lanserades av AB Bjäre Industrier i Karpalund, Kristianstads kommun 1964 som en "fruktsoda med fullvuxen smak". Den ursprungliga smaken var citron- och lime, men redan 1966 tillkom den kortlivade Merry Sirocco med apelsinsmak. 1968 tillkom ytterligare två smaker, Rhum Sour, "med stänk av äkta rom från Jamaica", samt Blue Ginger, "med "bittra kryddor". Ingen av dessa smaker blev dock speciellt långlivade, och från 1970 fanns endast originalsmaken kvar. I mitten av 1980-talet, då Falcon ägde varumärket, producerades Merry även med ett flertal olika smaker, bland annat citron, grape tonic, passionsfrukt, apelsin och blodapelsin.
Bjäre gjorde flera uppmärksammade kampanjer i samband med att Merry kom ut på marknaden. Detta inkluderade tävlingar där en Rolls-Royce kunde vinnas om man samlade in kapsyler och även en asiatisk elefant med namnet Merry. Den senare hamnade 1964 i Parken Zoo i Eskilstuna och såldes vidare till okänd ort mellan 1967 och 1969.